# The Devil Strikes Again
The Devil Strikes Again dvadesti i prvi studijski je album njemačkog heavy metal-sastava Rage. Diskografska kuća Nuclear Blast Records objavila ga je 10. lipnja 2016. Za pjesme "My Way" i "The Devil Strikes Again" snimljeni su i spotovi.

## Popis pjesama
Tekstovi: Peter "Peavy" Wagner, glazba: Wagner i Rodriguez, osim gdje je navedeno drugačije.
| 1.    | »The Devil Strikes Again«  | 4:25 |
| 2.    | »My Way«                   | 4:23 |
| 3.    | »Back on Track«            | 4:23 |
| 4.    | »The Final Curtain«        | 4:13 |
| 5.    | »War«                      | 4:24 |
| 6.    | »Ocean Full of Tears«      | 4:04 |
| 7.    | »Deaf, Dumb and Blind«     | 4:18 |
| 8.    | »Spirits of the Night«     | 4:52 |
| 9.    | »Times of Darkness«        | 5:21 |
| 10.   | »The Dark Side of the Sun« | 5:56 |
| 46:19 |                            |      |

| 1.    | »Bring Me Down«                         | 5:05 |
| 2.    | »Requiem«                               | 3:55 |
| 3.    | »Into the Fire«                         | 5:27 |
| 4.    | »Slave to the Grind« (obrada Skid Rowa) | 3:27 |
| 5.    | »Bravado« (obrada Rusha)                | 4:37 |
| 6.    | »Open Fire« (obrada Y&Ta)               | 4:42 |
| 27:13 |                                         |      |

## Osoblje
| - Peter "Peavy" Wagner – vokal, bas-gitara, izvršna produkcija - Vassilios "Lucky" Maniatopoulos – bubnjevi, dodatni vokal - Marcos Rodriguez – gitara, dodatni vokal, produkcija, inženjer zvuka | Ostalo osoblje - Dan Swanö – inženjer zvuka, miks, mastering - Karim König – naslovnica albuma, logotip sastava, dizajn - Christoph "Brat" Tkocz – inženjer zvuka, miks - Tim Tronckoe – fotografije - Pia Kintrup – fotografije - Ivan K. Maras – fotografije (na naslovnici) |